# Острво љубав
Острво љубав је индијски филм из 2001. године.

## Улоге
| Глумац           | Улога           |
| ---------------- | --------------- |
| Говинда          | Тони            |
| Ајшварија Раj    | Сонија Хејнз    |
| Намрата Широдкар | Нина            |
| Џеки Шроф        | Прем Арија      |
| Санџаj Мишра     | Габру           |
| Сајд Џафри       | Амбасадор Хејнз |